# Bergkapelle (Erzingen)

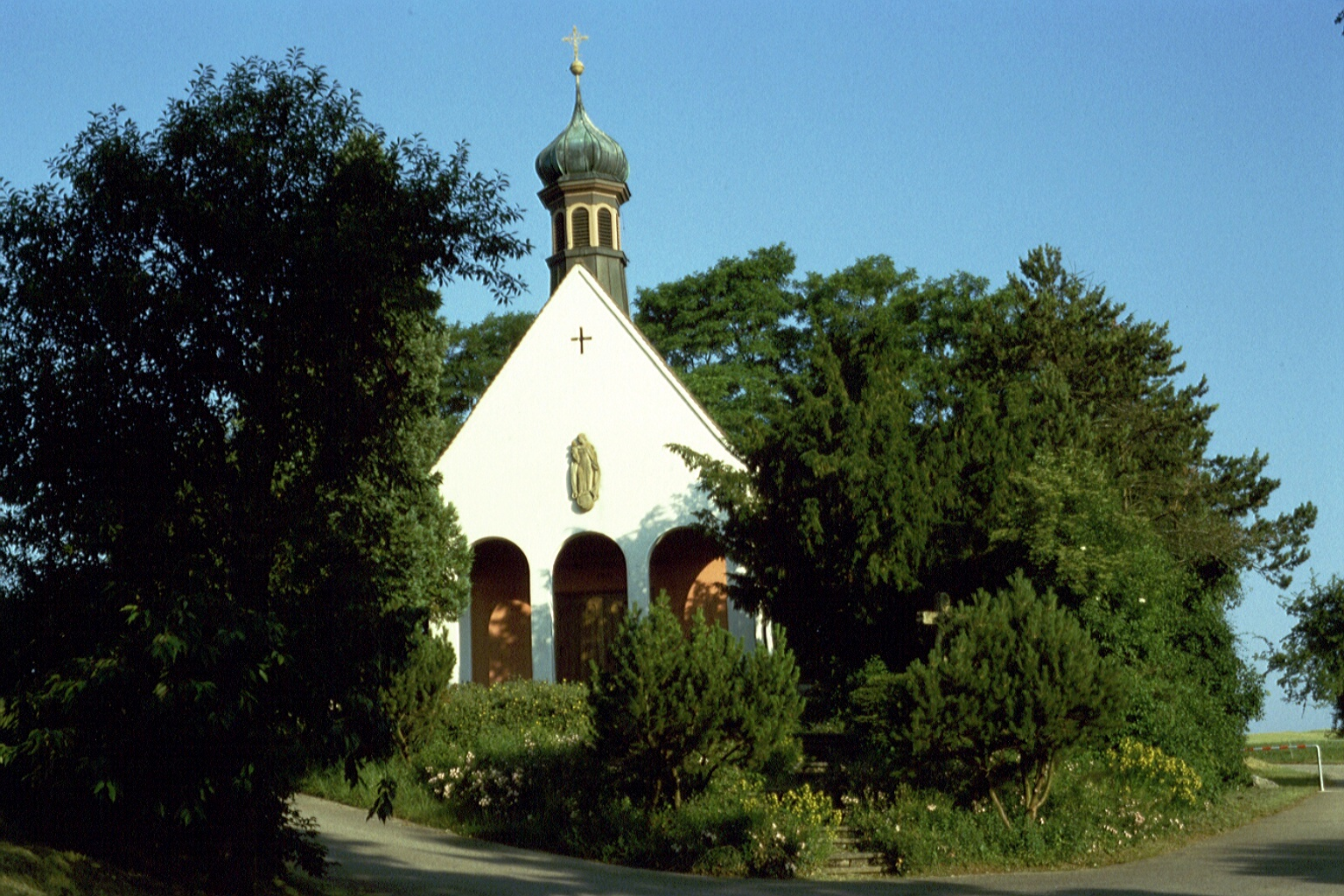
Die Kapelle auf der Anhöhe mit der Weggabelung zum Wutachtal (links) und zum Schlattwald

Die Bergkapelle von Erzingen ist ein sakrales Bauwerk oberhalb des Dorfes Erzingen, einem Ortsteil der Gemeinde Klettgau im Landkreis Waldshut. Sie liegt in einem Rebberg, die Lage um die Kapelle wird seither als Erzinger Kapellenberg bezeichnet.
Die Kapelle wurde im Dank für die Abwendung einer militärischen Maßnahme errichtet und ist dem Andenken an dieses Ereignis im Mai 1945 gewidmet.

## Geschichte
Die Region am Hochrhein an der Grenze zur Schweiz, die von militärischen Vorgängen im Zweiten Weltkrieg weitgehend verschont blieb, kapitulierte Ende April 1945 nach einem schnellen Vormarsch französischer Kolonialtruppen entlang des Flusses und im Schwarzwald.

### Die Besetzung von Erzingen
„Am 25. April kam die Nachricht, daß eine Kolonne französischer Panzerspähwagen aus Richtung Waldshut anrücke.“ In Absprache mit dem katholischen Pfarrer Deisler und Ratschreiber Albert Zölle hisste der Landwirt Emil Huber eine weiße Fahne am Kirchturm von Erzingen. Heinrich Winter fuhr den Panzerwagen auf kurze Entfernung entgegen.
Im Rathaus erwartete die Franzosen Ratschreiber Zölle mit Direktor Suter (Schweizer Textilfabrik Stehli), dem Vertreter des Fabrikanten in Erzingen. Die Schweizer Besitzer wollten auch die Demontage des Werkes verhindern. Nach der Übergabe des Dorfes und der Waffen bogen die französischen Trupps ins Wutachtal Richtung Stühlingen ab. Die reguläre Besetzung fand am 28. April 1945 durch eine Abteilung Offiziere mit Mannschaften statt.
Die noch etwa hundert versprengten Wehrmachtsangehörigen im Ort, die an der Schweizer Grenze abgewiesen worden waren oder sie noch überqueren wollten, hatten zuvor ihre Waffen im Rathaus abgegeben. Doch die Betroffenen wurden nicht, wie erhofft, nur entwaffnet und dann entlassen:

„Die Soldaten wurden von der Einwohnerschaft mit Zivilkleidern versehen und einigen von ihnen gelang es, auf Schleichwegen in ihre Heimat zurückzukehren. Die übrigen wurden nach dem Einzug der Franzosen, zusammen mit einigen Zollbeamten als ‚Kriegsgefangene‘ nach Frankreich abgeführt.“

Der Ratschreiber übernahm vorerst die Verantwortung für die Gemeinde, konnte wilde Requisitionen verhindern und verbarg ohne Entlassungspapiere zurückkehrende Soldaten vor der Ortschaftskommandantur. Die Wege in die Schweiz blieben versperrt.

### Anordnung der Evakuierung
Auf einen Befehl des Alliierten Oberkommandos hatte die Militärregierung in Deutschland eine Anordnung erlassen, welche die Einrichtung eines „Sperr-Grenzgebiets“ entlang der deutschen Grenzen vorsah und dort nur Personen mit Genehmigung den Aufenthalt oder den Güterverkehr erlaubte. Diese Anordnung, die einen breiten Grenzstreifen vorgesehen haben soll, erweiterte die französische Kreiskommandantur in Waldshut dahingehend, dass das Zollausschlussgebiet um Jestetten und die an der Grenze gelegenen Klettgaudörfer vollständig von der Bevölkerung zu räumen seien. Die Nachricht rief in Erzingen und den anderen Orten große Bestürzung hervor. Am 15. Mai 1945 wurden Jestetten, Lottstetten und Altenburg bereits evakuiert, und die Bewohner zogen mit ihrer beweglichen Habe über Bühl und Grießen in Richtung Schwarzwald.

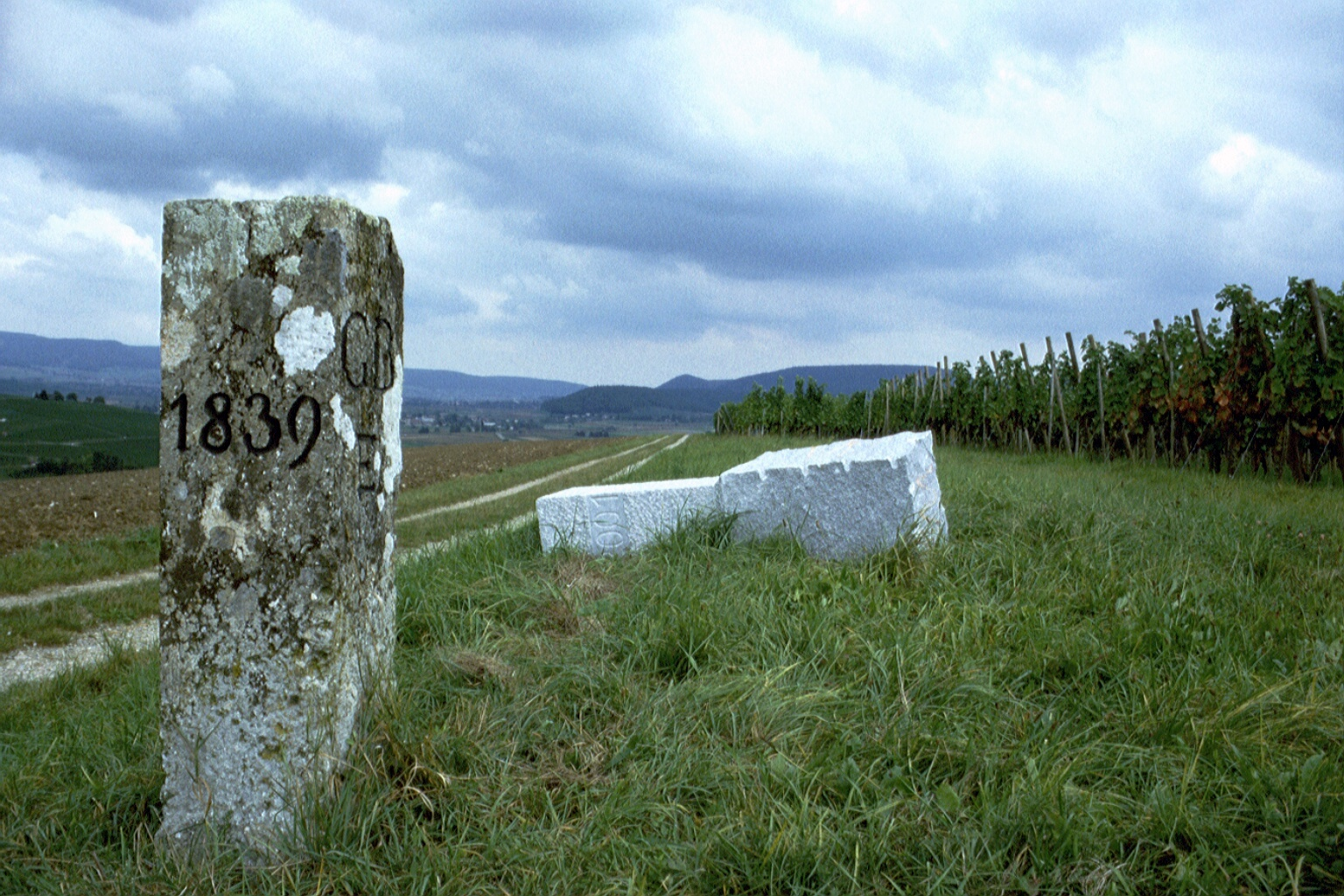
Weg am Grenzstreifen zu Trasadingen

### Widerstand im Klettgau
Die Interessen der Schweiz in der deutschen Nachbarschaft bezogen sich auf zwei industrielle Anlagen:

„Direktor Suter und Direktor Willi von der Firma Bucher in Grießen setzten sich in Rücksprache mit Pfarrer Deisler telefonisch mit Generaldirektor Bührer, Schweizer Ständerat und Trasadinger Bürgerssohn, in Verbindung, der sich über den Schweizer Bundesrat und die die Schweizer Botschaft in Paris für die Rücknahme des Räumungsbefehls verwandte. Weiterhin bemühten sich die beiden Herren Suter und Willi über das Schweizer Konsulat in Konstanz beim Oberkommando der französischen Besatzungsmacht in Schachen (Lindau), damit die Evakuierung verzögert werde. Außerdem leitete Direktor Suter ein Memorandum von Pfarrer Deisler über die tragischen Auswirkungen einer Evakuierung, die 19.000 friedliche Menschen betroffen hätte, über den Apostolischen Nuntius Bernardi in Bern an den Apostolischen Nuntius Roncalli in Frankreich, den späteren Papst Johannes XXIII., der sich beim alliierten Hauptquartier in Paris einsetzte.“

### Gelübde
In den darauf folgenden Wochen der Unsicherheit „gelobten die Erzinger eine Kapelle zu errichten, wenn sie nicht aus ihrem Dorf vertrieben würden.“ Das Gelübde wurde am 31. Mai 1945 von 140 Bürgern gezeichnet.

### Rücknahme der Anordnung
Am 4. Juni 1945 „erhielt der schweizerische Konsul Dr. Ghisler in Konstanz vom Generalstab der I. französischen Armee die schriftliche Mitteilung [datiert vom 3. Juni 1945], daß die Einwohnerschaft südlich der Wutach in einem eventuellen Evakuierungsplan nicht eingeschlossen würde.“

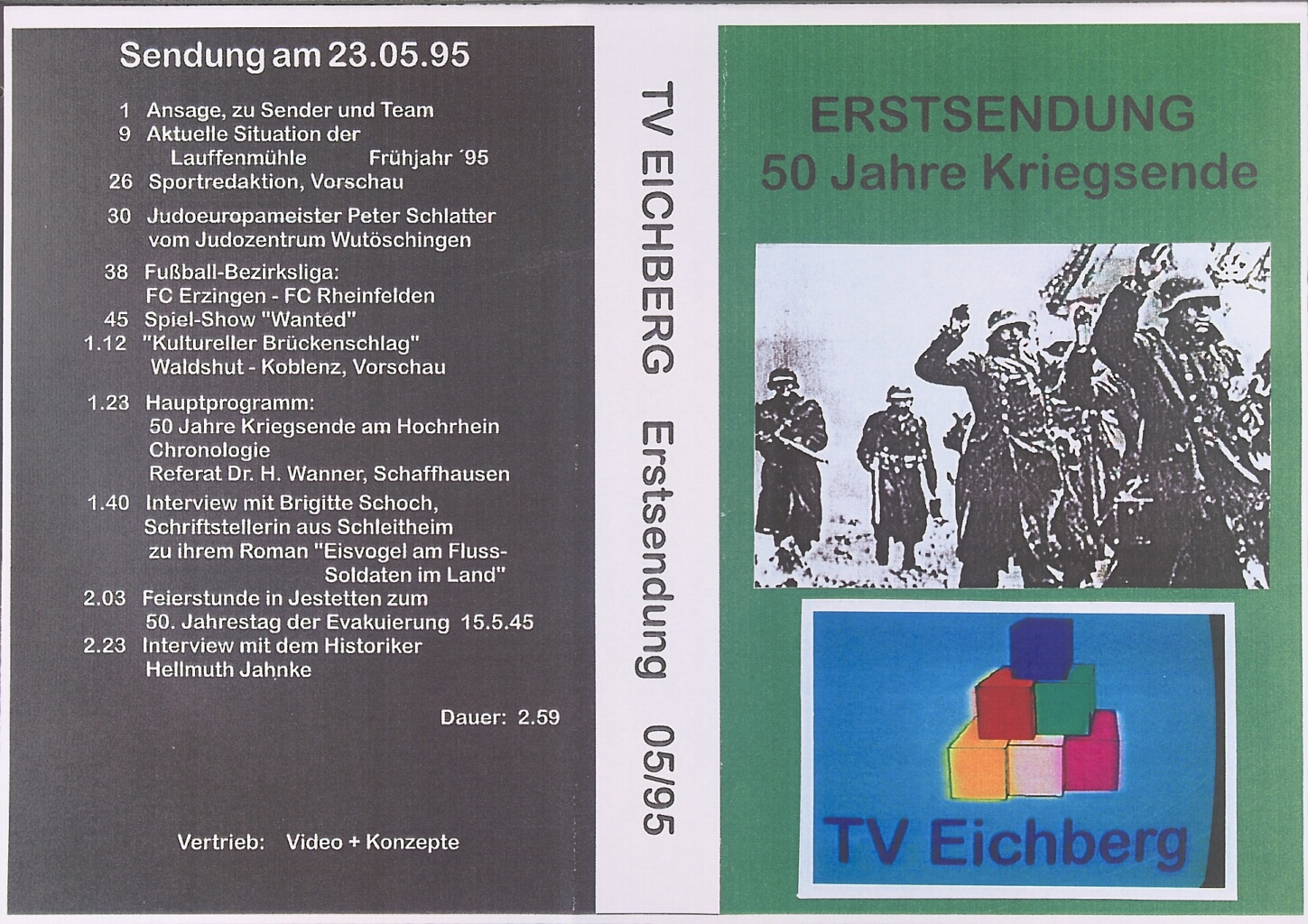
Lokal-TV: Kriegsende Rhein/Wutach

## Überlieferung
In einer Beitragsreihe im Südkurier im Frühjahr 1975 fasste der Waldshuter Redakteur und Heimatforscher Andreas Bader die Ereignisse des Kriegsendes im Landkreis Waldshut aus den vorliegenden Berichten zusammen.
- Die Folge (9) der Reihe mit dem Titel Zum Dank errichteten die Erzinger eine schmucke Kapelle gab einen Überblick über die Zeit der Besetzung des östlichen Landkreises mit Küssaberg, Klettgau und dem Zollausschlussgebiet um Jestetten.
- Im Abschnitt zur Bergkapelle wird in Folge (9) der Reihe Das geschah im Kreis Waldshut der erste Nachkriegsbürgermeister von Erzingen, Hermann Stoll, zitiert, der jährlich eine Erzingen-Chronik verfasste, die er auch an die „Erzinger im Ausland“ adressierte.
- Die Zeitspanne von der Besetzung des Landkreises, den letzten Kämpfen um die Wutachtalbahn sowie dem Gelübde zur Bergkapelle dokumentierte zum Anlass des 50. Jahrestags unter Einbezug von Veranstaltungen und zahlreichen Gesprächen mit Zeitzeugen 1995 der Lokalsender TV Eichberg in seiner Erstsendung am 23. Mai 1995.

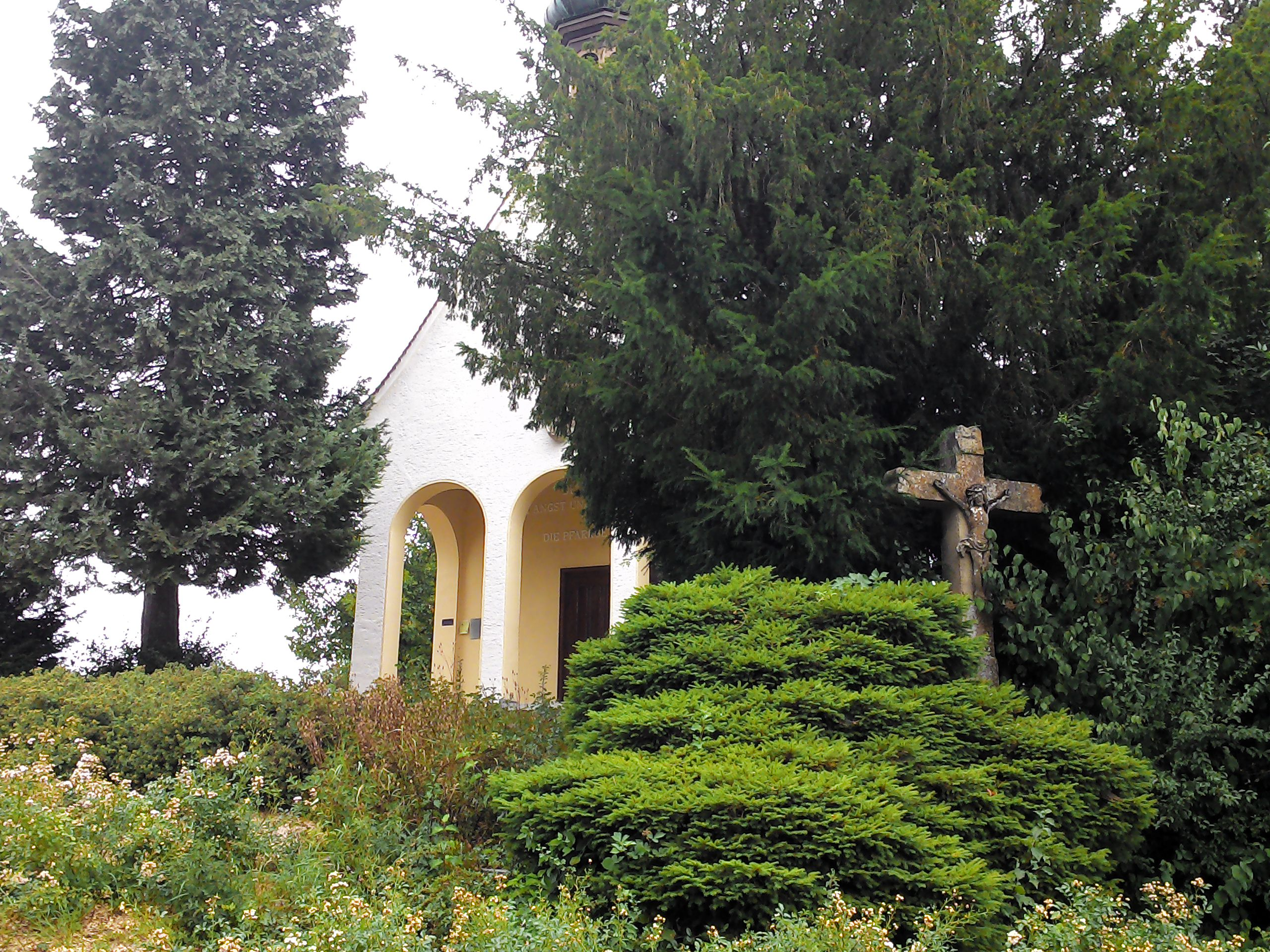
Die Bergkapelle mit dem Sühnekreuz von 1671

## Kapelle
Über die Wahl des Bauplatzes gibt es in den verwendeten Quellen keine Informationen, doch scheint bei der Ortswahl Einigkeit geherrscht zu haben. Die uralte Beherrschung des Ortes durch das mittelalterliche Sühnekreuz konnte dadurch auch ausgelöst werden. Der Ort war bereits im Gelübde genannt, da gleichzeitig ein Stationenweg wieder erneuert werden sollte. Der Bauplan stammte von Maurermeister Otto Indlekofer. Der Jestetter Bildhauer Peter Fricker wurde später mit der Gestaltung des Kreuzwegs beauftragt.

### Materialbeschaffung und Bau
Eine starke Persönlichkeit im Ort und auch der Vorstand einer einflussreichen Familie war der „Rebenvater“ Heinrich Winter. Er organisierte den Arbeitsdienst und beschaffte viele Materialien über seine Schweizer Familien- und Handelsverbindungen: „Er vor allem ist es gewesen, der dafür sorgte, daß in der fürwahr armen Zeit immer wieder Baumaterial, Backsteine und Zement zur Verfügung stand.“ (Hermann Stoll)

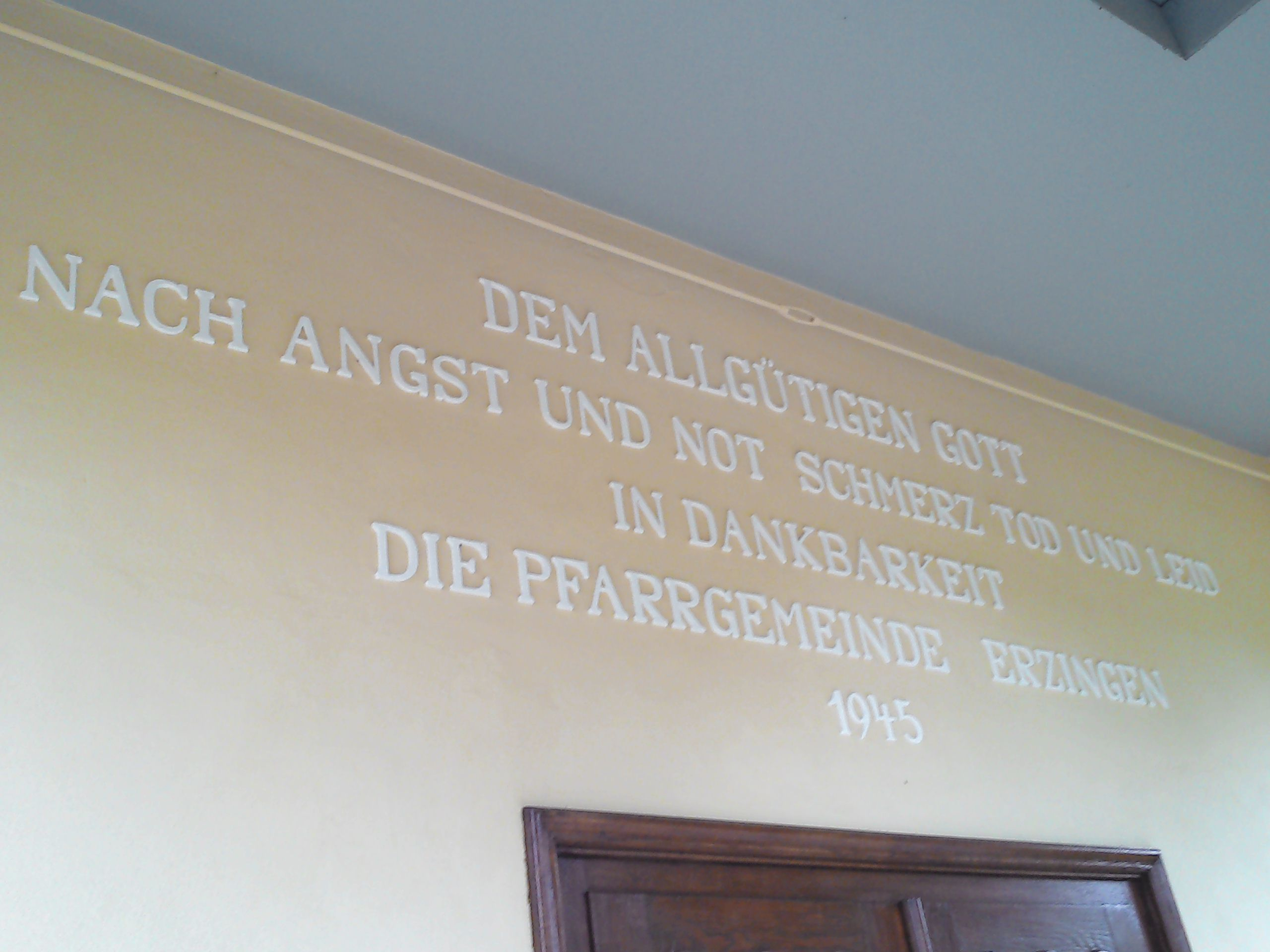
Inschrift zur Einlösung des Gelübdes

Über Robert Stehli, Seniorchef der Firma Stehli, der mit Sicherheit die entscheidende Stimme im Kontakt mit den Bischöfen war: „Das in jener Zeit kaum zu beschaffende Kupfer für das Kapellendach wurde von ihm gestiftet.“ Auch für Verdienste um die Nahrungsmittelversorgung in jener Zeit war Robert Stehli ausgezeichnet worden. 
Den ersten Spatenstich tat Gottfried Indlekofer. Die Losung zum ersten Spatenstich – verfasst von Pfarrer Deisler – wurde als Inschrift an der Kapelle angebracht.

### Einweihung
Nach der Erbauung, die umständehalber fast zwei Jahre in Anspruch nahm, erfolgte die Einweihung mit dem bergan führenden Kreuzweg. Der Kreuzweg führte ehemals zu dem Sühnekreuz (1671) auf der Anhöhe, dieses war aber verfallen und dessen Instandsetzung war ebenfalls Bestandteil des Gelübdes.
Die Feierlichkeiten fanden am Pfingstfest 1947 statt:

„Die Einweihungsfeier begann am Pfingstsonntag mit einem feierlich levitierten Hochamt und der Festpredigt des Jesuitenpater Wiedemann aus St. Blasien. Der Kirchenchor sang die Festmesse in Orgelbegleitung von Max Filke. Nachmittags war die feierliche Prozession von der Kirche zur Kapelle mit Einweihung der Kreuzwegstationen. Die Einweihung der Kapelle nahm Dekan Armbruster aus Obereggingen vor. Die Festpredigt hielt Ortspfarrer Deisler. Mit dem „Niederländischen Dankgebet“, gespielt vom Musikverein sowie einigen schönen Chören, gesungen vom Kirchen- und einem Schülerchor, sowie dem „Tedeum“ begleitet vom Musikverein, fand die Feier ihren würdigen Abschluß. Am Pfingstmontag war Berggottesdienst in der neuen Kapelle für alle gefallenen und vermißten und gefangenen Soldaten. Nachmittags veranstaltete der Musik- und Gesellenverein ein Legendenspiel. Eine große Menschenmenge nahm an dem Spiel teil, bei dem alle Mitwirkenden ihr Bestes gaben. Abends kam dann zum Abschluß dieses schönen Festes auch die Jugend mit einem Dorftanz noch zu ihrem Recht.“

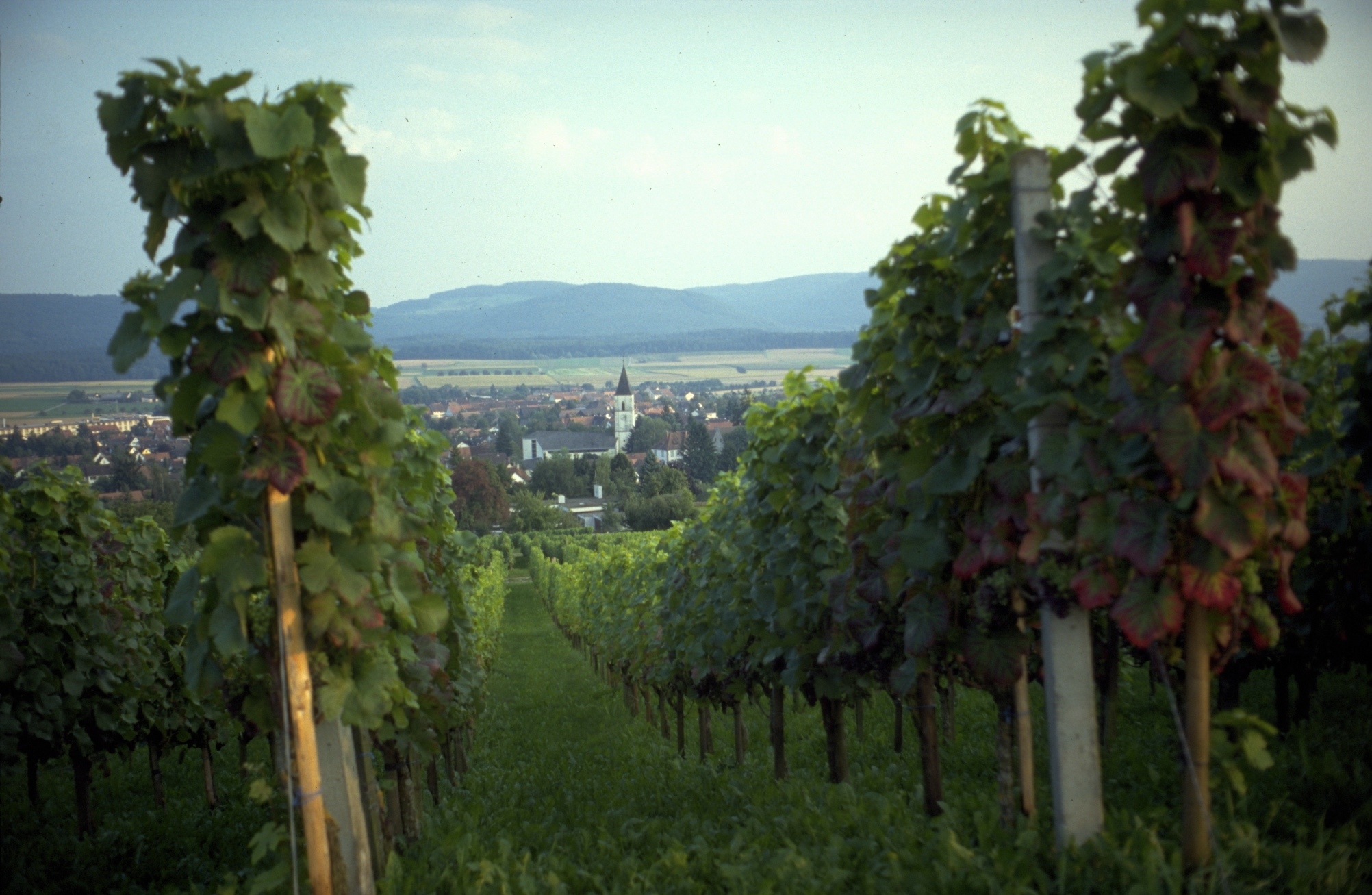
Kirche der Pfarrei St. Georg

Nicht erwähnt, aber dennoch unermüdlich im Hintergrund in der Vorbereitung und Durchführung sowie in der Betreuung und Versorgung wirkend, war der ‘‘Elisabethenverein‘‘, der Zusammenschluss der Erzinger Frauen in der Trägerschaft der Ordensschwestern vom Heiligen Kreuz des Klosters Allensbach-Hegne.
„Heute noch findet alljährlich ein Gedenktag statt“, der 1995 anlässlich des „50. Jahrestag des Entstehens der Bergkapelle in Erzingen Rückschau auf ein besonderes Ereignis“ nahm.
Die Kapelle wurde auch Namensgeberin des traditionellen Erzinger Blauburgunder Weins – des Erzinger Kapellenberg.

### Renovation 2018
Seit August 2018 werden die Außenanlage, der Kreuzweg und das „Sühnekreuz“ renoviert: „Auf Initiative des katholischen Pfarrers Thomas Mitzkus sammelte das Gemeindeteam der Seelsorgeeinheit Klettgau-Wutöschingen […] rund 20.000 € für die Bergkapellensanierung.“ Die Schäden waren erheblich: „Die alte Treppe und die Mauern mussten komplett abgebrochen und sämtliche Bepflanzungen entfernt werden.“ Auch der Turm der Kapelle wird erneuert, ebenso die 13 Stationen des Kreuzweges. Der Erzinger Steinmetz Walter Boll restauriert das Wegkreuz aus dem Jahr 1671, das nach einer Mordtat aus Eifersucht errichtet wurde. Die Bauarbeiten sollen im Herbst abgeschlossen sein, für Pfingsten 2019 ist die Neueinweihung vorgesehen.
Der Steinmetz erläuterte, dass das Wegkreuz „erstaunlich gut erhalten“ und „schon einmal versetzt“ worden sei. „Der untere Sockelteil ist aus Mägenwiler Muschelkalk und das eigentliche Kreuz aus einem Kalkstein. […] Ungewöhnlich ist auch, dass das Kreuz aus einem Stein gemeißelt und nicht zusammengesetzt wurde.“ Der Christus-Korpus sei aus einem Bühlemer Sandstein gefertigt und erinnere an den Stil des Jestetter Bildhauers Siegfried Fricker. „Der Korpus wäre dann aber noch keine 100 Jahre alt.“

## Anmerkung
1. ↑  Der Wortlaut des Gelübdes im Infoblatt zum 70-jährigen Jubiläum (Autor: Peter Weißenberger): „O Maria, du Mutter der Christen. Wir sind voll banger Sorge um unsere Zukunft und unsere Heimat. Hab Erbarmen mit unseren Kindern. Wir geloben dir, die Sonntage besonders zu heiligen und von unnötigen knechtlichen Arbeiten frei zu halten. Wir versprechen dir, wenn du durch dein Gebet uns jetzt vor dem Verlassen der Heimat bewahrst: Dass wir 20 Jahre lang jedes Jahr eine Prozession halten wollen, dass wir den Stationenweg wieder errichten und stets pflegen wollen, dass wir eine kleine Kapelle am Ende dieses Kreuzweges erbauen wollen. O Maria, halte deine Mutterhände schützend über uns und den ganzen Klettgau. Heilige Notburga von Bühl (Patronin des Klettgaus) hilf. Erzingen, den 31. Mai 1945.“